# Maltby, North Yorkshire
Maltby är en by och en civil parish i kommunen Borough of Stockton-on-Tees i Storbritannien. Den ligger i grevskapet North Yorkshire och riksdelen England, i den centrala delen av landet, 300 km norr om huvudstaden London.